# 石川みゆき
石川 みゆき（いしかわ みゆき、1960年6月16日 - ）は、フリーアナウンサー。現姓：石井。

## 来歴
東京都府中市出身。中学生の時に文化放送の番組の公録を見に行った時に、谷村新司と一緒にトークをする女性アナウンサーを見て憧れたことが、アナウンサーを目指すようになったきっかけ。東京都立狛江高等学校を経て、1981年3月、玉川学園女子短期大学教養学科卒業後の同年4月、ニッポン放送に入社。同期入社に上柳昌彦、木村篤、海野尾順子など。主に、音楽番組やバラエティ番組のアシスタントを担当。
1988年、結婚を理由にニッポン放送を退職。1989年4月から出演している『高嶋ひでたけのお早よう!中年探偵団』は、所属無しのフリー扱いで継続して出演していたが、1991年に芸能プロダクションをシグマ・セブンに所属。以降、他局のラジオ番組やナレーターとして活動。
2008年7月に設立された、古巣のニッポン放送の子会社である、エル・ファクトリーと業務提携を結び、以降はニッポン放送の番組を中心に活躍中。

## 出演番組

### 現在
以下、古巣であるニッポン放送の番組
- 徳光和夫 とくモリ!歌謡サタデー（アシスタント） - 2010年7月3日 -
- 中山秀征の有楽町で逢いまSHOW（アシスタント） - 2014年8月 -
- 渡部陽一 明日へ喝!（アシスタント） - 2014年4月29日 -
- 水木翔子の洒落と歌の日々（アシスタント）- 2021年7月22日 -

### 過去

#### ラジオ

##### ニッポン放送時代
- 所ジョージの足かけ二日大進撃 - 1981年 - 1983年4月30日
- 湯浅明の全国歌謡ヒット速報（アシスタント）- 1982年10月2日 - 1988年8月6日
- 極楽ワイド鶴ちゃんでーす!（アシスタント）- 1984年度 - 1987年度
- 石川みゆきのウィークエンド歌謡スペシャル（パーソナリティ）- 1986年5月3日 - 1989年3月
- 巨匠・高田文夫のラジオで行こう!（アシスタント） - 1987年10月 - 1989年3月
- 笑福亭鶴光のオールナイトニッポン（オープニングナレーション）

##### フリー以後
以下、ニッポン放送の番組
- 高嶋ひでたけのお早よう!中年探偵団（3代目アシスタント） - 1989年4月 - 1999年3月
- 松本ひでおと石川みゆきのヨッ!お疲れさん（アシスタント） - 1999年10月 - 2000年3月、2000年10月 - 2001年3月
- これがニッポン放送のステレオだ! ステレオオープニングスペシャル（アシスタント） - 1992年3月15日
- 井筒和幸の土曜ニュースアドベンチャー（アシスタント） - 2002年7月 - 2005年3月
- 松本ひでおのショウアップナイターネクスト（アシスタント） - 2006年10月2日 - 2007年3月29日
- 横浜市長・中田宏のDREAM RUNNER（アシスタント） - 2006年度 - 2009年度
- 上柳昌彦のお早うGoodDay!（アシスタント）)※月 - 水曜担当[2] - 2007年10月1日- 2010年6月23日
- 弘兼憲史 大人の扉（アシスタント） - 2010年
- 高嶋ひでたけのあさラジ!（アシスタント）※月、火曜、 - 2012年11月20日 - 2013年6月25日、
- ショウアップナイターハイライト（火 - 金曜）2006年度、（火曜）2016年度
- ザ・クローズアップ（不定期）
- 弘兼憲史 黄昏のオヤジ（不定期）
- まんたんMUSIC（JFN）
- かながわ情報BOX（ラジオ日本）

#### テレビ
全て、ナレーション
- ウィークエンド情報（テレビ神奈川）
- 趣味悠々 （NHK教育）
- 朝は楽しく!（テレビ東京）
- 神奈川県からのお知らせ（テレビ神奈川）- 2007年3月

## その他

### CM
- ガリバーインターナショナル
- バイク王
- 箱根 彫刻の森美術館
- インクリーズヘアー
- 染めQテクノロジィ
- 司法書士法人新宿事務所
- NTTル・パルク
- 勝浦海中公園
- 大塚製薬
- 森下仁丹
- フォーデイズ
- ジャパンニューアルファ
- 丸山珈琲
- 名糖運輸

### CD
- 男と女のラブゲーム／知らず知らずのうちに（1987年3月、キングレコード、K07S-10170）

### 舞台
- ムンク旗揚げ公演 言霊オペラ（光太郎 智恵子）

### アナウンス
- 九州新幹線 - 車内アナウンスを担当
- 東京ディズニーランド ディズニー夏祭り「爽涼鼓舞」 - 前説アナウンス（2012年8月）